# Nannoniscus caspius
Nannoniscus caspius är en kräftdjursart som beskrevs av Georg Ossian Sars 1897. Nannoniscus caspius ingår i släktet Nannoniscus och familjen Nannoniscidae. Inga underarter finns listade i Catalogue of Life.